# Šare
Šare (Servisch cyrillisch Шаре) is een plaats in de Servische gemeente Sjenica. De plaats telt 250 inwoners (2002).